# Torymoides asphondyliarum
Torymoides asphondyliarum är en stekelart som först beskrevs av Jean-Jacques Kieffer 1910.  Torymoides asphondyliarum ingår i släktet Torymoides och familjen gallglanssteklar. Inga underarter finns listade i Catalogue of Life.